# June Downey
June Etta Downey (13 de julio de 1875 - 11 de octubre de 1932) fue una psicóloga estadounidense que estudió la personalidad y la escritura. Downey nació y creció en Laramie, Wyoming, donde se licenció en griego y latín en la Universidad de Wyoming.  A lo largo de su vida, Downey escribió siete libros y más de setenta artículos. Incluido en este trabajo, Downey desarrolló el Test Individual de Voluntad-Temperamento, que fue uno de los primeros tests en evaluar los rasgos de carácter por separado de la capacidad intelectual y el primero en utilizar métodos psicográficos para la interpretación. 
Además de sus numerosos trabajos publicados, Downey ocupó varios puestos de prestigio. Presidió el Departamento de Psicología y Filosofía de la Universidad de Wyoming y, al hacerlo, se convirtió en la primera mujer en ocupar un puesto directivo en una universidad estatal. Fue nombrada miembro del Consejo de la Asociación Estadounidense de Psicología y se convirtió en miembro de la Sociedad de Psicólogos Experimentales y miembro de la Asociación Estadounidense para el Avance de la Ciencia.

## Biografía

### Primeros años de vida
June Etta Downey nació en Laramie, Wyoming, de Stephen Wheeler Downey y Evangeline (Owen) Downey como el segundo hijo de una familia de nueve. Su padre era coronel del Ejército de la Unión y uno de los fundadores de la Universidad de Wyoming, y su hermano menor, Sheridan Downey, sirvió como senador de los Estados Unidos por California entre 1938 y 1950.   Después de estudiar en las escuelas públicas de Laramie y en la escuela preparatoria de la Universidad de Wyoming, ingresó a la universidad para especializarse en griego y latín. 

### Carrera
Después de graduarse con una licenciatura en 1895, Downey enseñó en una escuela primaria durante un año antes de obtener su maestría en filosofía y psicología de la Universidad de Chicago en 1898. 
En 1901, Downey se interesó por la psicología experimental, mientras asistía a un curso de verano impartido por Edward Bradford Titchener en la Universidad de Cornell. Al regresar a la Universidad de Wyoming, Downey enseñó inglés y psicología y al mismo tiempo realizó algunos trabajos de laboratorio durante algunos años, bajo la supervisión de James Rowland Angell.  
Downey continuó su educación en psicología experimental con Edward B. Titchener en la Universidad de Cornell. Regresó a la Universidad de Wyoming en 1905, como profesora de filosofía.  En 1906 se despidió de su trabajo para completar su doctorado, presentando su tesis en 1908, titulada "Procesos de control en la escritura modificada", sobre el tema de la escritura a mano como medida de la personalidad. 
Después de su trabajo de posgrado, Downey fue nombrada jefa de su departamento; fue la primera mujer a la que se le asignó un puesto de este tipo en una universidad estatal.  Publicó varios artículos académicos, además de escribir y ocasionalmente publicar cuentos, poemas, obras de teatro y artículos populares, incluido un volumen de poesía titulado The Heavenly Dykes.  Los estudios de Downey se centraron en temas de imágenes y estética y se concentraron en estudios experimentales más que en teoría.  Fue una de las primeras psicólogas en estudiar científicamente la personalidad y se convirtió en una experta en escritura y destreza. 

### Vida posterior

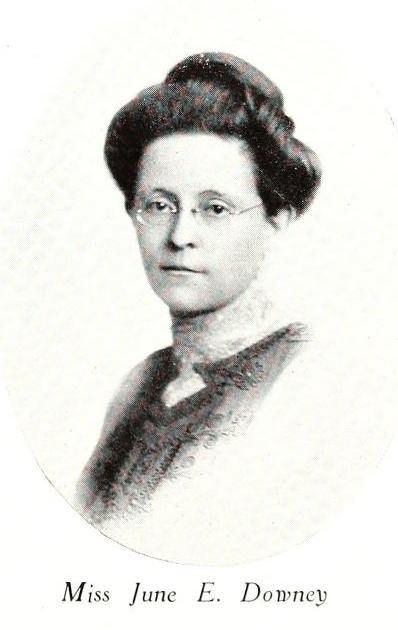

A medida que Downey creció, se concentró en su enseñanza. Publicó su último libro, Creative Imagination, en 1929, uniendo sus intereses en psicología y artes.  Downey se convirtió en miembro del consejo de la Asociación Estadounidense de Psicología entre 1923 y 1925 y fue una de las dos primeras mujeres admitidas como miembro de la Sociedad de Psicólogos Experimentales en 1929, junto con Margaret Washburn.     Downey nunca se casó y no tuvo hijos. 
Downey murió en la casa de su hermana en Trenton, Nueva Jersey, en 1932 después de enfermar de cáncer de estómago.  Poco después de su muerte, la familia de Downey donó su biblioteca privada a la Universidad de Wyoming. La universidad celebró un funeral en su memoria y en 1999 fue nombrada finalista del premio "Ciudadano del siglo de Wyoming".  James Rowland Angell, con quien Downey trabajó durante su doctorado, la describió como "dotada de una mente inusualmente alerta y perspicaz y con una madurez de juicio extremadamente poco frecuente en estudiantes de su edad". 

## Principales contribuciones
Downey investigó principalmente sobre la escritura a mano, pero incluyó algunas investigaciones sobre procesos motores como el movimiento muscular involuntario y su conexión con la mente y la personalidad.  Downey había estudiado la práctica de la lectura muscular desde una perspectiva psicológica. 
En 1919, Downey desarrolló la prueba de temperamento de voluntad individual de Downey. Esta prueba fue una de sus mayores contribuciones a la psicología de la personalidad y fue uno de los primeros inventarios de personalidad.  La prueba midió la personalidad basándose en la escritura. Contenía 10 pruebas más pequeñas que, combinadas, podían calcularse en una puntuación total que representaba la "capacidad de voluntad" de cada uno. La prueba individual de voluntad y temperamento de Downey se organizó para representar tres tipos de personalidad. Los tres tipos de personalidad son de gatillo rápido, que es impulsivo y rápido, el tipo ingenioso, conciso y decisivo, y el tipo preciso, que es lento y reflexivo. 

### Otros intereses
Al igual que William James y otros psicólogos eminentes, Downey estaba muy interesado en las artes creativas. Escribió poemas, obras de teatro e historias a lo largo de su vida. Incluso escribió la canción escolar, "Alma Mater", para la Universidad de Wyoming. En 1911 publicó "La reacción imaginal a la poesía", uno de sus experimentos más importantes relacionados con las artes. Este estudio examinó las imágenes que las personas tenían en respuesta a la lectura de poesía. Ella creía que la variación en tales imágenes revelaba diferencias de carácter. 

## Publicaciones principales
- A Musical Experiment se publicó en el American Journal of Psychology. [9]
- Su siguiente trabajo fue su disertación titulada Control Process in Modified Handwriting: An Experimental Study. En este artículo estudió la relación entre la escritura y el temperamento o personalidad. [9]
- Heavenly Dykes publicado en 1904 [10]
- Imaginal Reaction to Poetry publicada en 1911 [11]
- Graphology and the Psychology of Handwriting publicada en 1919 [12]
- Plots and Personalities publicado en 1922 [13] El editor The Century Company describió este libro como "el libro más extraño que jamás hayan publicado".
- The Will-temperament and its Testing publicado en 1923 [14]
- The Kingdom of the Mind publicado en 1927 [15]
- Creative Imagination: Studies in the psychology of literature publicados en 1929 [16]

## Legado
Los miembros de la familia establecieron un Fondo June Etta Downey en Psicología para apoyar las cátedras, restaurar la Sala de Seminarios June E. Downey y apoyar a las mujeres en el Departamento de Psicología de la Universidad de Wyoming. 
También es honrada por la Universidad de Wyoming, que alberga una placa de bronce con su nombre, el uso de "Alma Mater", una canción escrita por ella, y tiene un edificio que lleva su nombre.  